# Nationaal park Marahoué
Het Nationaal park Marahoué is een beschermd natuurgebied in het centrum van Ivoorkust, in de regio Marahoué. Het nationaal park werd opgericht in 1968 een heeft een oppervlakte van 1.000 km².
Het nationaal park bestaat uit tropisch woud maar een groot deel van het park staat onder druk van de omliggende bevolking. Door illegale houtkap en landbouw is het grootste deel van het oorspronkelijk woud verdwenen. Er leven olifanten, bosbuffels en meer dan 280 vogelsoorten.